# NGC 5391
NGC 5391 est une entrée du New General Catalogue qui concerne un corps céleste perdu ou inexistant dans la constellation des Chiens de chasse. Cet objet a été enregistré par l'astronome américain Lewis Swift le 16 juin 1884.
Les bases de données HyperLeda et Simbad, qui contiennent par ailleurs plusieurs erreurs d’identification, indiquent que NGC 5391 est la galaxie PGC 49609 située à proximité. Harold Corwin suggère que la galaxie PGC 2881757 située au nord pourrait être NGC 5391. Selon, le professeur Seligman, aucune de ces deux galaxies n'est ce que décrit Lewis (« faint, very small, star close ») à la position indiquée par celui-ci. 